# Zeppo Marx
Pour les articles homonymes, voir Zeppo et Marx.
 (novembre 2024).
Si vous disposez d'ouvrages ou d'articles de référence ou si vous connaissez des sites web de qualité traitant du thème abordé ici, merci de compléter l'article en donnant les références utiles à sa vérifiabilité et en les liant à la section « Notes et références ».
Herbert Manfred Marx, né le 25 février 1901 à Manhattan et mort le 30 novembre 1979 à Palm Springs, est un acteur comique américain, plus connu sous le pseudonyme de Zeppo Marx, le nom qu'il utilisait pour jouer avec ses frères les Marx Brothers.

## Biographie

### Début de carrière
Benjamin de la famille, il baigne toute son enfance, comme ses frères, dans le monde du spectacle. C'est en 1917 qu'il les rejoint. Au point de vue cinématographique, il commence par une apparition dans A Kiss in the Dark en 1925. Il tourne aussi dans le court métrage, puis enchaîne avec Noix de coco en 1929 et L'Explorateur en folie. On le voit aussi dans Monnaie de singe en 1931, ainsi que dans Plumes de cheval et La Soupe au canard. Dans chaque film, il joue le rôle d'un homme droit, beau et romantique.

### Reconversion
À l'âge de trente-quatre ans, il décide d'arrêter sa carrière cinématographique pour se lancer dans la mécanique. Il est notamment à la tête d'une entreprise qui participa à l'effort de guerre pour les États-Unis. Il s'associe aussi à son frère Gummo dans la gestion d'une agence théâtrale.

### Vie privée
En 1927, il se marie avec Marion Benda avec qui il adopte un fils, Timothy, en 1944, avant de divorcer en 1954. En 1959, il se remarie avec Barbara Blakeley (qui épousera plus tard Frank Sinatra). Ils adoptent un fils, Bobby et divorcent en 1972. Il meurt en 1979 d'un cancer du poumon, dernier survivant des Marx Brothers. Ses cendres sont dispersées dans l'ocean Pacifique.